# Tercera edad en Japón

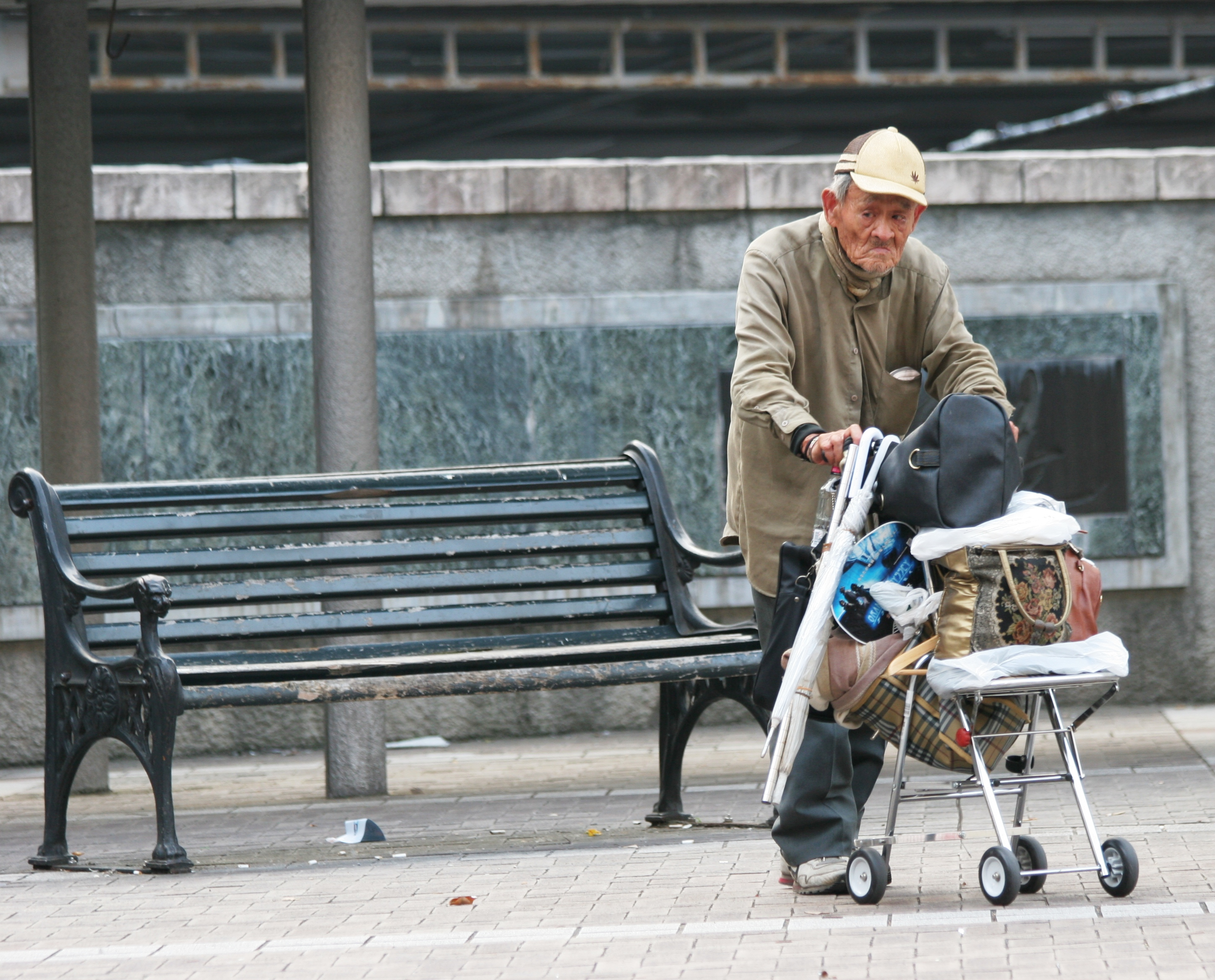
Un anciano en Japón

Los ancianos en Japón constituyen un sector importante de la población del país. Según una estimación de 2016, una de cada cuatro personas tenía 65 años o más, lo que corresponde al 27,3% de la población total, el porcentaje más alto del mundo. Japón experimenta un drástico proceso de envejecimiento demográfico y se espera que para 2060 los mayores de 65 años representen el 40% de la población.
La edad de jubilación en Japón está fijada en 65 años, pero muchas personas mayores optan por seguir trabajando aún después de cumplir esta edad. En 2015 había 7,3 millones de trabajadores con más de 65 años. La fuerte ética del trabajo, junto con el sentido de pertenencia, la conciencia de seguir siendo importantes y necesarios para su familia y la sociedad, junto con una dieta baja en calorías, son algunos de los secretos de la longevidad de los japoneses. En 2015, la esperanza de vida al nacer era de 87,3 años, la media más alta del planeta.

## Papel de las personas mayores en la sociedad

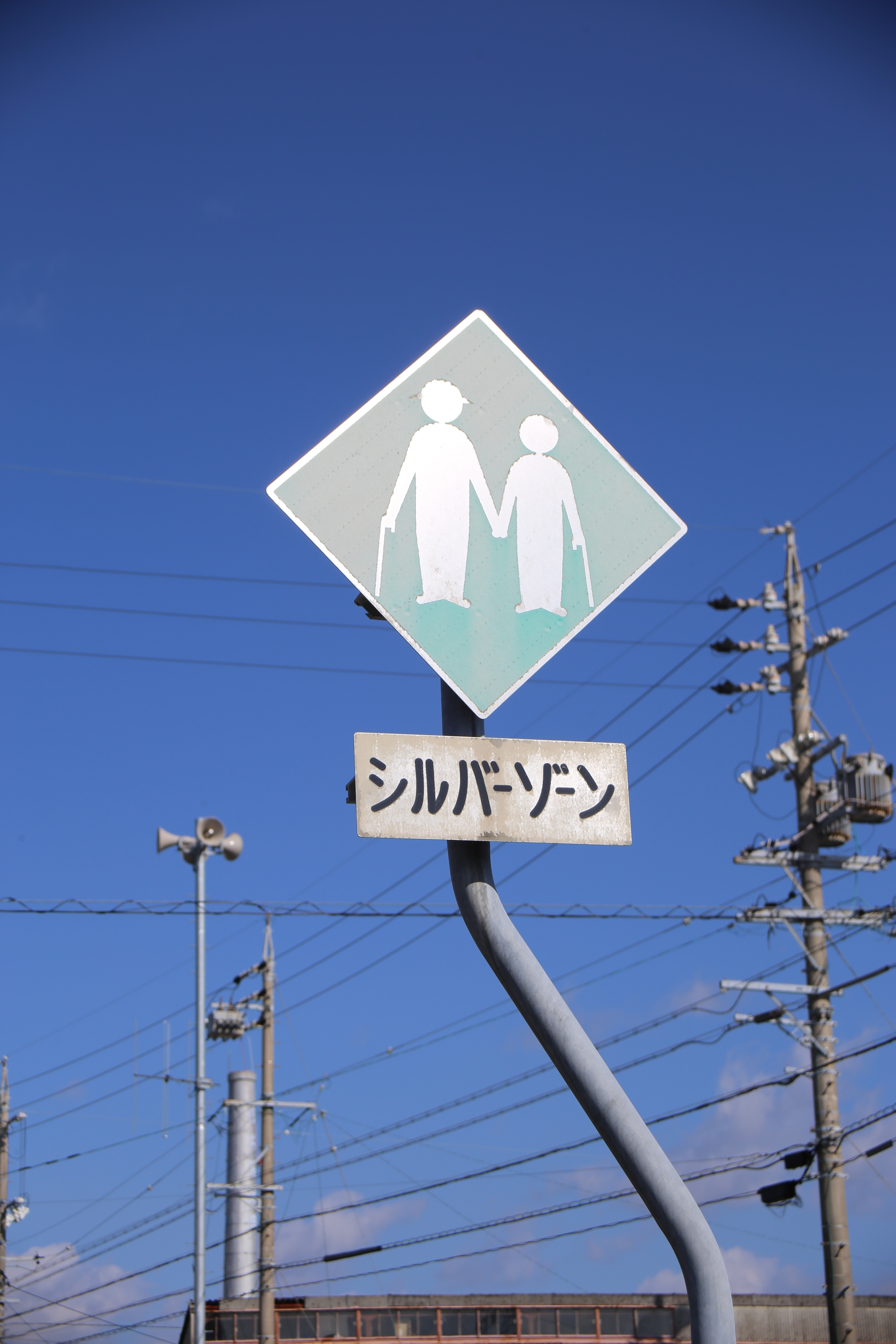
Señal de tráfico que indica el comienzo de una silver zone

La tercera edad en Japón constituye idealmente el momento de la vida en que es posible abandonar las obligaciones sociales, seguir formando parte del negocio familiar al tiempo que se delega la responsabilidad principal en los hijos, socializar, y recibir atención de los seres queridos y certificados de estima de la comunidad. A finales de la década de 1980, las elevadas tasas de suicidio entre los ancianos (si bien en descenso) y la presencia de templos donde se podía rezar para tener una muerte rápida indicaban que este ideal no siempre se cumplía.
No obstante, Japón siempre ha tenido en cuenta a los miembros más mayores de la sociedad, como lo testimonia una fiesta nacional dedicada al respeto a los ancianos  (敬老の日 Keirō no Hi?), aunque a menudo se olvida su significado. En los autobuses y trenes también hay carteles y pictogramas en los asientos reservados para personas mayores que recuerdan que deben cederse estos asientos a los pasajeros de más edad, y determinadas zonas urbanas (llamadas silver zone, en japonés  (シルバーゾーン shirubā zōn?)) están delimitadas por señales de tráfico especiales que advierten de la posible presencia de personas mayores e instan a circular con precaución y atención.

### En la posguerra

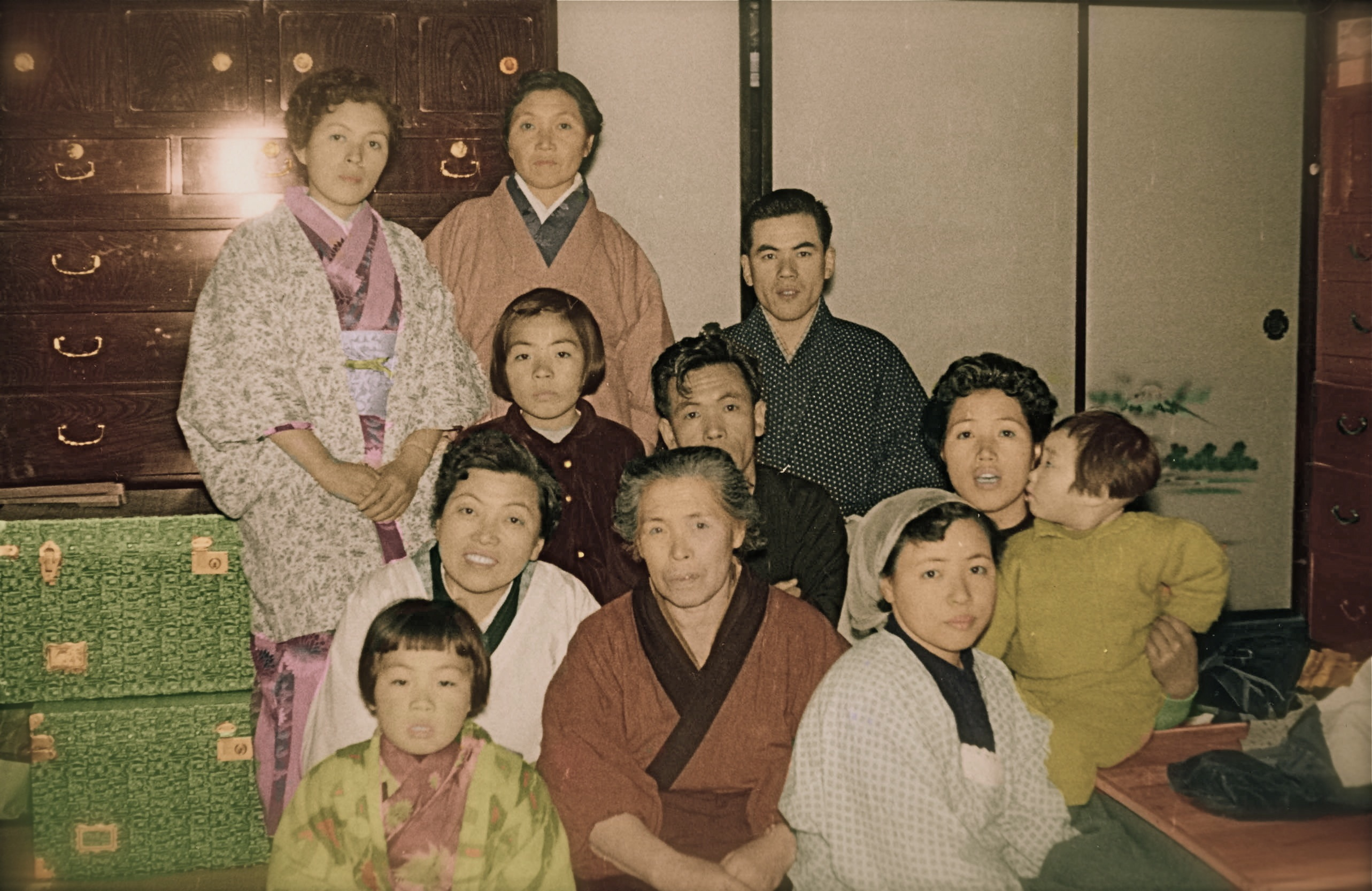
Una familia japonesa en 1957

Aunque la edad ordinaria de jubilación durante la mayor parte del periodo posterior a la Segunda Guerra Mundial era de 55 años, en la década de 1980 en Japón las personas de 65 años o más tenían más probabilidades de trabajar que en cualquier otro país desarrollado. En 1987, alrededor del 36% de los hombres y el 15% de las mujeres de este grupo de edad formaban parte de la población activa. A pesar de ello, debido a las mejores prestaciones de jubilación y a las menores oportunidades en el trabajo agrícola o por cuenta propia, la participación de las personas mayores en la población activa no ha dejado de disminuir desde 1960. 
En 1986, cerca del 90% de los encuestados japoneses declararon que querían seguir trabajando incluso después de cumplir los 65 años. Entre las razones citadas figuraban motivos tanto económicos como de salud. También tenían cierta relevancia otros factores, como una fuerte ética del trabajo y el hecho de que los círculos sociales de los hombres se centraran en el lugar de trabajo. Sin embargo, no siempre había oportunidades de empleo, y los hombres y mujeres que decidían seguir trabajando incluso después de jubilarse solían enfrentarse a considerables recortes salariales y a una disminución de su prestigio profesional. Entre 1981 y 1986, el porcentaje de personas de 60 años o más que dependían de una pensión pública como principal fuente de ingresos pasó del 35% al 53%, y el de los que dependían de un salario del 31% al 25%; por su parte, el porcentaje de los que se mantenían gracias a la ayuda de sus hijos descendió del 16% al 9%.

### A finales delsigloXX
Desde finales del siglo XX, se ha producido un cambio de tendencia según el cual se prefiere cada vez más la familia nuclear a la familia tradicional de tres generaciones  (三世代家族 sansedai kazoku?), de la cual se excluye a las personas mayores, acostumbradas a unos valores diferentes y que esperan vivir con la familia de sus hijos en la vejez. El porcentaje de ancianos que viven con sus hijos disminuyó del 77% en 1970 al 65% en 1985, aunque siguió siendo muy superior al de otros países industrializados. El número de ancianos que vivían en residencias de mayores también aumentó, pasando de unos 75.000 en 1970 a más de 216.000 en 1987.
Con todo, este grupo constituía una pequeña parte de la población anciana total. Los mayores de 65 años que vivían solos o con su cónyuge representaban el 32%. Según una encuesta del gobierno, menos de la mitad de los entrevistados creía que era un deber del hijo mayor cuidar de sus padres, mientras que el 63% opinaba, por el contrario, que era algo natural. En el Japón moderno, las razones que llevan a los ancianos a vivir en casa de los hijos han cambiado respecto al pasado, pues han pasado de ser una solución obvia en una sociedad agraria a una posible opción para hacer frente a circunstancias como la enfermedad o la viudedad, típicas de una sociedad posindustrial.

### En la era moderna
En la era contemporánea, la salud de los ancianos es responsabilidad de la sociedad en su conjunto. Sin embargo, la asistencia moral y material a los padres ancianos sigue considerándose un deber que incumbe a todos los miembros de la familia, especialmente a las nueras. En 2015, 177.600 personas de entre 15 y 29 años se encargaban personalmente de atender las necesidades de un familiar mayor. Sin embargo, en 2013 se contabilizaban casi dos millones de sexagenarios que vivían solos y apartados de la sociedad, y cada año miles de muertes pasan desapercibidas durante días o incluso semanas, en un fenómeno moderno conocido como kodokushi (孤独死?   "muerte solitaria"). Según una estimación del gobierno, en 2015 había 21,71 millones de hogares formados por personas mayores de 65 años, de los cuales casi 6 millones eran mononucleares.

## Envejecimiento de la población y tercera edad

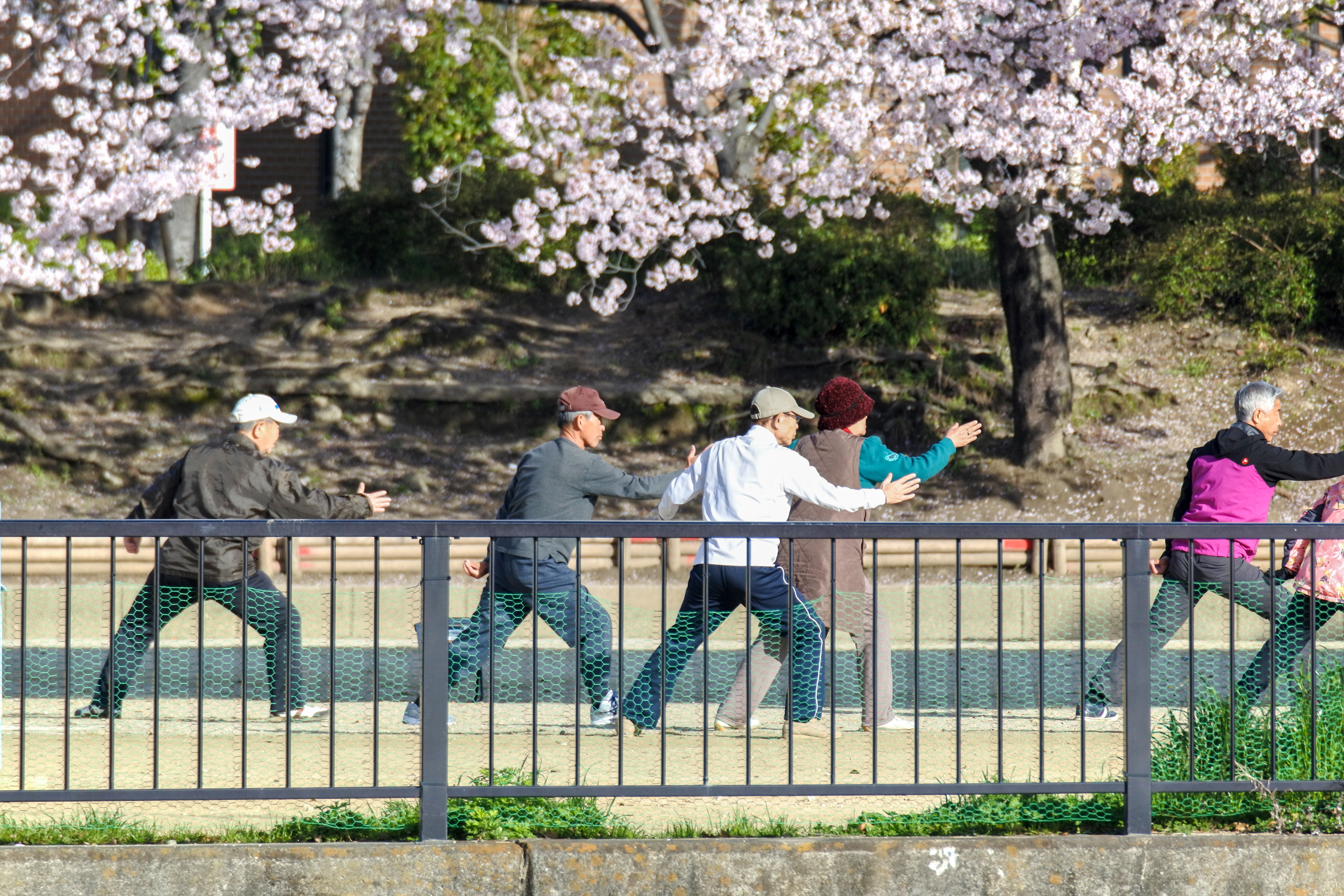
Personas mayores realizando ejercicio físico en Osaka

En Japón, el envejecimiento de la población (高齢化社会 kōreika shakai?) constituye uno de los principales problemas del país. Según una estimación de 2014, una de cada cuatro personas tenía 65 años o más, lo que equivale al 27,3% de la población total, el porcentaje más alto del mundo. Se prevé que en 2060 supongan el 40% de la población total.
 El gobierno de Japón ha respondido a la preocupación por los problemas que los cambios demográficos pueden plantear a la economía y el bienestar del país con políticas encaminadas, entre otras cosas, a fomentar que los mayores tengan un papel más activo en la sociedad.
Muchas personas mayores no sólo deciden seguir trabajando después de alcanzar la edad de jubilación para combatir los problemas de salud física y mental, sino que algunas optan por participar en actividades sociales, de ocio, aficiones e ikigai —que significa aproximadamente "razón para vivir"— para evitar convertirse en una carga para sus familias. Así, para mantenerse ocupados y productivos, los ancianos participan en actividades de voluntariado en organizaciones de la sociedad civil y proyectos comunitarios, mientras que otros se integran en proyectos de desarrollo en el extranjero bajo los auspicios del Cuerpo de Voluntarios Japoneses en el Extranjero. Además del ejercicio físico, también se fomenta la actividad mental, como la lectura en voz alta, que se considera útil para mantener la capacidad de concentración y resulta más exigente que la lectura silenciosa. La población anciana activa también genera un floreciente mercado de consumo, que abarca desde el ocio a la educación, pasando por el sector sanitario y el inmobiliario.
El empleo de robots para el cuidado de ancianos a domicilio es otro campo por el que Japón apuesta decididamente, y su desarrollo cuenta con una importante financiación por parte del gobierno nipón. Los robots sociales, por ejemplo, están diseñados para generar respuestas emocionales o mejorar la comunicación (como Paro o Pepper), aunque también los robots de asistencia física, los robots de servicio y los robots de transporte constituyen una parte integral del apoyo a las personas mayores.

## El envejecimiento de la población y el sistema de pensiones
A partir de los años 80, el envejecimiento de la población activa y la escasez de trabajadores jóvenes acabaron por modificar las características del mercado laboral en Japón, incluido el sistema nacional de pensiones. Durante la mayor parte del periodo de posguerra, la edad de jubilación estaba fijada en 55 años. Dado que los pagos de la seguridad social del gobierno comenzaban normalmente a los 60, los trabajadores se veían obligados a encontrar un nuevo empleo para cubrir ese vacío de cinco años. Sin embargo, en 1986 la Dieta aprobó la Ley de Estabilización del Empleo para las Personas Mayores con el fin de ofrecer diversos incentivos a las empresas para que elevaran la edad de jubilación a los 60 años. Muchas empresas japonesas elevaron aún más la edad de jubilación establecida, también en respuesta a la nueva ley. Y, pese a las políticas de jubilación obligatoria, muchas empresas japonesas permitieron a sus empleados seguir trabajando más allá de los 60 años, si bien a cambio de un salario reducido.
En los años siguientes, el gobierno volvió a reformar el sistema con la intención de elevar gradualmente la edad de jubilación de los 60 a los 65 años. De acuerdo con el sistema revisado, las cotizaciones pagadas a partes iguales por el empleador y el empleado deberían equivaler a alrededor del 30% de los salarios, frente al 40% previsto en el antiguo sistema.
En 2015 había 7,3 millones de trabajadores mayores de 65 años. Las razones por las que tantas personas de edad avanzada deciden seguir trabajando son variadas: para complementar una pensión de jubilación insuficiente, para dar sentido a sus vidas o para seguir sintiéndose parte de la sociedad.

## Centenarios japoneses
Japón ocupa el primer puesto mundial en cuanto a la esperanza de vida al nacer, con una media de 87,3 años en 2015. El archipiélago japonés también posee el mayor número de centenarios, 65.692 en 2016. Según estimaciones del Ministerio de Sanidad, hay 51,68 centenarios por cada 100.000 habitantes, una proporción que en la prefectura de Shimane ronda los 97 por cada 100.000 habitantes. Las mujeres superan claramente a los hombres, 57.525 (es decir, el 87,6%) frente a 8.167.
Entre los secretos de tal longevidad se citan el tipo de alimentación, la actitud mental y el sentido de pertenencia a la comunidad. Por ejemplo, en el archipiélago de Okinawa, donde se sigue una dieta característica inspirada en la filosofía del ishokudōgen (医食同源?  "la comida es medicina") y existe un sentido de profunda solidaridad social entre todos los miembros del pueblo  (ゆいまーる yuimāru?), la incidencia de las enfermedades cardiovasculares y los tumores se reduce en un 80% y un 40%, respectivamente, en comparación con los Estados Unidos, mientras que la incidencia de otras enfermedades relacionadas con la vejez, como la osteoporosis, la hipercolesterolemia y la demencia, también es inferior a la del resto del mundo.